# ويليام ريغلي جونيور
ويليام ريغلي جونيور (بالإنجليزية: William Wrigley, Jr.)‏ هو رائد أعمال وتاجر وشخصية أعمال أمريكي، ولد في 30 سبتمبر 1861 في فيلادلفيا في الولايات المتحدة، وتوفي في 26 يناير 1932 في فينيكس في الولايات المتحدة.

## وصلات خارجية
- ويليام ريغلي جونيور على موقع الموسوعة البريطانية (الإنجليزية)
- ويليام ريغلي جونيور على موقع إن إن دي بي (الإنجليزية)